# Сентінел (водоспад)
Водоспа́ди Сентіне́л (англ. Sentinel Falls) — серія водоспадів з кількох крутих каскадів, які спадають в долину Йосеміті. Водоспад складається з 6 головних каскадів, повною висотою 585 м, щонайдовший каскад має висоту 152 м. Не зважаючи на свою величезну висоту, водоспад має відносно малий стік і зазвичай пересихає до липня.
|  | Це незавершена стаття про водоспад. Ви можете допомогти проєкту, виправивши або дописавши її. |